# EXpressDSP
eXpressDSP é um pacote de software produzido pela Texas Instruments. Ele é utilizado para desenvolver aplicativos da linha de chips de Processamento de sinal digital.
Ele consiste de:
- Um ambiente de desenvolvimento integrado chamado Code Composer Studio IDE.
- Núcleo de sistema operacional em tempo real de DSP / BIOS
- Normas para interoperabilidade de aplicações e reutilização
- Exemplos de código para aplicações comuns
- Uma série de produtos de terceiros do Programa DSP da Texas Instruments

## Padrão de algorítimo de interface eXpressDSP
TI publicou um padrão de algorítimo de interface (XDAIS), uma Application Programming Interface (API) projetada para permitir a interoperabilidade de algoritmos de DSP em tempo real.